# Australogyra
Genre
Australogyra est un genre de coraux durs de la famille des Meandrinidae.

## Liste d'espèces
Le genre Australogyra comprend l'espèce suivante :
| Selon World Register of Marine Species (7 juillet 2015) : - Australogyra zelli (Veron, Pichon & Best, 1977) | Selon Catalogue of Life (7 juillet 2015) : - Australogyra zelli (Veron, Pichon & Best, 1977) |